# 生菜蝦鬆

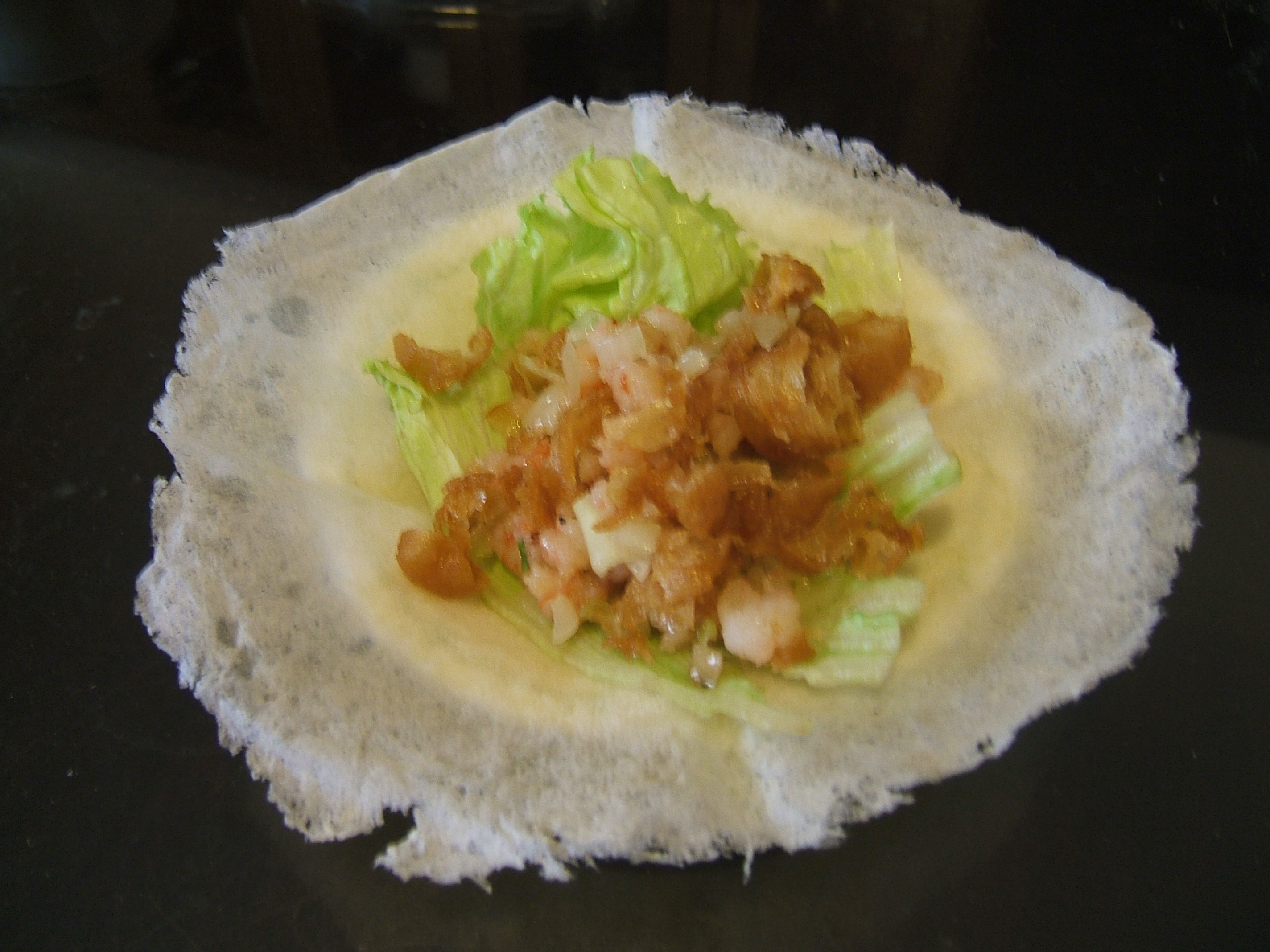
置於潤餅皮上的生菜蝦鬆

生菜蝦鬆是一道由彭長貴發明的湘菜。使用新鮮的蝦、洋蔥、荸薺、芹菜等帶有甜味和清脆特性的食材，加以切丁混炒，拌以油條或煎炒餛飩皮，用結球的萵苣盛裝。亦有廚師將生菜蝦鬆包入春卷皮中以增加口感。
此菜類似粤菜中的鴿鬆。